# 39571 Pückler
(39571) Puckler, denumire internațională (39571) Pückler, este un asteroid din centura principală de asteroizi.

## Descriere
39571 Pückler este un asteroid din centura principală de asteroizi. A fost descoperit pe 21 septembrie 1992 la Tautenburg de Freimut Börngen. Asteroidul prezintă o orbită caracterizată de o semiaxă mare de 2,36 ua, o excentricitate de 0,15 și o înclinație de 5,8° în raport cu ecliptica.